# Joseph Schoeters
Joseph Schoeters (* 12. Mai 1947 in Mol; † 1. Mai 1998 in Lokeren) war ein belgischer Radrennfahrer.
Als Amateursportler gewann Schoeters 1967 und 1968 den Circuit du Hainaut, 1967 den GP d'Espéraza und 1968 die Amteurausgabe des Omloop Het Volk sowie zwei Etappen der Friedensfahrt.
1969 wurde Schoeters Profi bei der französischen Mannschaft Peugeot-BP-Michelin und belegte Rang vier beim Omloop Het Volk 1969 und fünf bei Amstel Gold Race 1970. 1974 fuhr er – in der niederländischen Mannschaft Frisol – seine letzte Saison.

## Palmarès
1967
- Circuit du Hainaut
- GP d'Espéraza

1968
- Omloop Het Volk  (Amateure)
- zwei Etappen Friedensfahrt
- Circuit du Hainaut